# Móra István
Móra István (Kiskunfélegyháza, 1864. október 24. – Budapest, 1957. május 29.) magyar író, költő, néptanító. Móra Ferenc testvérbátyja, Móra László költő édesapja.

## Élete
Szülőhelyén végezte a gimnázium első négy osztályát, aztán Kecskemétre került a piaristákhoz. Amikor a VI. osztályt elvégezte, szülővárosának tanítóképzőjébe lépett és tanító lett, előbb Jászkarajenőn, majd Mindszenten (Csongrád megye), később Horgoson, Szeged mellett. Az a vágya, hogy Szegedre válasszák meg tanítónak, nem teljesedett, noha a tanítógyűléseken, melyeknek mindig előadója volt, élénken szerepelt és első versei is Szegeden keltettek figyelmet. Ekkor a Szegeden tartózkodó Pósa Lajos fedezte fel talentumát, buzdította és közbenjárt versei kiadásánál. A szűkösen élő tanyai tanítót, amikor meg is nősült, Zentára hívták meg tanítónak a város egyik tanyai iskolájába. Midőn pedig Földszint című verskötetét kiadta, oly szép sikert aratott, hogy Budapest főváros tanácsa 1885-ben egyhangúlag megválasztotta budapesti tanítónak, 1899-ben pedig polgáriskolai tanárnak.
Felesége, a félegyházi tanítóképző hivatalsegédének leánya Ujfalussy Éva Katalin lett.
1888-tól nyolc gyermekük született, harmadikként László.

## Írásai
Költeményeket írt a Képes Családi Lapokba (1883), a Vasárnapi Ujságba (1894-től) sat.; tárcacikkeket a Független Ujságba (1896. 52. sz.), az Aradi Közlönybe (1902. 59. sz. sat.), legtöbbet a Magyarországba; írt még a Szegedi Naplóba, az Én Ujságomba, a Népnevelők Lapjába, a Zombori Hirlapba sat. 
Kevesen tudják, hogy a rendkívül népszerű "Lakodalom van a mi utcánkba'" kezdetű nóta eredeti szövegét ő írta (Hoppe Rezső zenéjére).

## Munkái
- Földszint. (Budapest, 1894) (Versek. Ism. 1894: Vasárnapi Újság 47., Hét 52., Élet 10. sz. 1895: M. Geniusz 11., Főv. Lapok 16., Hazánk 58. sz.)
- Atyámfiai. (Elbeszélések). (Budapest, 1898.) (Ism. Vasárnapi Újság 23. sz.).
- A levél. Színmű 2 felv. (Budapest, 1901.) (Fiatal leányok színműtára 6.).
- A gyűrű. Színmű 2 felv. (Budapest, 1901.) (Fiatal leányok színműtára 9.).
- Kossuth Lajos születésnapja az iskolában (Budapest, 1902)
- Katókáék könyve. Mesék, versek; Singer és Wolfner, Bp., 1904 (Filléres könyvtár)
- Jeles napok (etnográfiai tanulmány, Budapest, 1913)
- Hazaemlékezések; szerk. Péter László; Somogyi Könyvtár, Szeged, 1979